# HD 195814
HD 195814，又名CD-3814108，SAO 212246、HR 7853，是一颗恒星，视星等为6.44，位于銀經3.94，銀緯-35.94，其B1900.0坐标为赤經20h 28m 24.8s，赤緯-38° -35.94′ 54″。